# Oskar Grahnén
Oskar Herman Grahnén, född 25 november 1895 i Degerfors församling, Västerbottens län, död 11 november 1956 i Strängnäs stadsförsamling, Södermanlands län, var en svensk väg- och vattenbyggnadsingenjör.
Efter studentexamen i Umeå 1916 avlade Grahnén reservofficersexamen 1919 och utexaminerades från Kungliga Tekniska högskolan 1921. Han blev fänrik i Västerbottens regementes reserv 1920, underlöjtnant 1922, löjtnant i Väg- och vattenbyggnadskåren 1925, i Västerbottens regementes reserv 1926, erhöll avsked ur reserven 1931, blev kapten i Väg- och vattenbyggnadskåren 1932 och major där 1950. Han var posthavande ingenjör vid Norrlands statsarbetens vägbyggnader i Överkalix 1921–1922, biträdande ingenjör hos distriktschefen i Västerbottens väg- och vattenbyggnadsdistrikt 1922–1930, biträdande vägingenjör i Västerbottens län 1930–1933, tillika platskontrollant vid brobyggnader där, t.f. byråingenjör och t.f. förste byråingenjör i Väg- och vattenbyggnadsstyrelsen 1933–1934, vägingenjör i Västerbottens län och arbetschef vid statliga vägbyggnader där 1934, förordnad att som särskild vattenrättsingenjör handlägga mål vid Norrbygdens vattendomstol 1935 och vägdirektör i Västerbottens län från 1943.
Grahnén var biträde vid kontroll av Umeå stads hamnbyggnader 1922–1923, upprättade förslag till anläggning och utövade arbetsledning vid byggandet av vägar och broar i Västerbottens län, deltog vid upprättandet av förslag till flottledreglering av Torne och Muonio gränsälvar med tillhörande sorterings- och magasinsanordningar samt vid utredning för anläggning av hamnar vid Svartholmsfjärden och Karl Johans stad i Norrbottens län. Han var sekreterare i Västerbottens läns vägstyrelse från 1934.